# Echo Moskvy
Echo Moskvy (rusky Эхо Москвы), od 3. března 2022 Echo (rusky Эхо) je ruská rozhlasová stanice se sídlem v Moskvě. Vysílá zejména zprávy a debaty zaměřené na politické a sociální otázky Ruska. Je považována za jedno z hlavních nezávislých médií v zemi a podle kritiků tamějších poměrů také za jedno z posledních. Podle ruských opozičních novinářů je umlčení stanice otázkou času. Šéfredaktorem stanice je Alexej Věnědiktov. Mezi její moderátory patří např. liberální politik a historik Vladimir Ryžkov.

## Historie
Stanice poprvé vysílala 22. srpna 1990.
V březnu 2012 valné shromáždění akcionářů změnilo správní radu stanice. Od té doby v ní již nejsou zastoupeni redaktoři. Výměna proběhla poté, co tehdejší premiér Vladimir Putin uvedl, že mu stanice „spílá od rána do večera".

### Varování Roskomnadzoru (2014)
V závěru října 2014 vedoucí redaktor stanice Alexandr Vladimirovič Pljuščev (rusky Александр Владимирович Плющев) ve vysílání hovořil o válečném konfliktu na východní Ukrajině. K rozhovoru, jehož námětem byly boje o doněcké letiště, si přizval zpravodaje listu Los Angeles Times a ruské opoziční televizní stanice Dožď. Ruský cenzurní orgán Roskomnadzor poté stanici adresoval oficiální „varování“. Záznam pořadu pak musel být na jeho pokyn z webu rádia odstraněn a Pljuščev byl okamžitě propuštěn, protože se údajně dopustil schvalování válečných zločinů. Pokud Echo Moskvy obdrží dvě taková varování za rok, může být podle ruských zákonů jeho činnost ukončena.

### Pobodání novinářky Felgengauerové (2017)
Na konci října roku 2017 byla v redakci rádia pobodána nožem do krku novinářka stanice Taťjana Vladimirovna Felgengauerová (rusky Татьяна Владимировна Фельгенгауэр). Po útoku byla udržovaná v umělém spánku včetně umělé plicní ventilace.

### Ruská invaze na Ukrajinu (2022)
Kvůli jejich reportážím o ruské invazi na Ukrajinu jdoucím i přes varování proti oficiálnímu narativu bylo rádiu Echo Moskvy a televizní stanici Dožď pozastaveno 1. března 2022 rozhlasové vysílání.
Vysílání stanice pokračuje prostřednictvím internetových streamů, ale potýká se s problémy. Na platformách Yandex a VKontakte bylo vysílání zablokováno na žádosti Roskomnadzoru a prokuratury. Youtube zablokoval ve středu 2. března 2022 vysílání na území EU s odvoláním na „propojení s Gazpromem“, ale na nátlak mezinárodní novinářské komunity opatření zrušil.
Dne 3. března 2022 rozhodlo představenstvo stanice o likvidaci Echa Moskvy. Po oznámení likvidace stanice pokračuje v internetovém vysílání na Youtube; na Youtube i sociálních sítích změnila stanice název z Echo Moskvy na Echo.